# Megalomus uniformis
Megalomus uniformis är en insektsart som beskrevs av Banks 1935. Megalomus uniformis ingår i släktet Megalomus och familjen florsländor. Inga underarter finns listade i Catalogue of Life.